# Emil Boček
Emil Boček (25. února 1923 Brno-Tuřany – 25. března 2023 Brno) byl český válečný veterán, příslušník čs. letectva ve Velké Británii.

## Biografie
Vychodil obecnou a měšťanskou školu v Tuřanech. V září 1938 se začal učit strojním zámečníkem. V roce 1939 se mu podařilo ilegálně opustit protektorát a vstoupil do československé zahraniční armády ve Francii. Dostal se do Bejrútu a zúčastnil se bojů ve Francii v létě 1940. Po francouzské kapitulaci byl evakuován do Velké Británie, kde v září 1940 absolvoval kurz leteckých mechaniků a byl přijat jakožto jeden z nejmladších příslušníků do RAF.
Sloužil nejprve jako letecký mechanik u 312. stíhací perutě. Roku 1943 byl na pilotním výcviku v Kanadě a od října 1944 sloužil jako pilot-stíhač letky „B“ u československé 310. stíhací perutě. Na svém kontě má 26 operačních letů, nalétal 73 hodin a 50 minut. Poslední bojovou akci provedl už po válce 12. května 1945 z letiště v Manstonu. 13. srpna 1945 přistál s ostatními piloty čs. stíhacích perutí v Praze-Ruzyni, následně byl přidělen k Leteckému pluku 2 v Praze-Kbelích a 1. prosince 1945 povýšen na rotmistra letectva v záloze.
Jako příslušník nekomunistického odboje se stal po válce nepohodlným a 2. března 1946 byl z armády na vlastní žádost propuštěn.
Před únorem 1948 vlastnil v Brně autoopravnu, kterou však po nástupu komunistického režimu musel „dobrovolně“ nechat znárodnit a předat podniku Mototechna, kde pak pracoval. Zřejmě i díky tomu se mu vyhnula perzekuce ze strany komunistického režimu. V té době byl i velmi slibným motocyklovým závodníkem. 
V roce 1951 se oženil s Evou Svobodovou, s níž má syna Jiřího a dceru Zuzanu.
Od roku 1958 pracoval jako soustružník v Ústavu přístrojové techniky Československé akademie věd a v letech 1983–1988 u firmy Drukov. Do důchodu odešel v roce 1988.
V dubnu 1990 byl povýšen do hodnosti kapitána a v říjnu téhož roku na majora. V březnu 1993 byl povýšen na hodnost plukovníka ve výslužbě.
Dne 23. března 1996 se osobně setkal ke krátkému rozhovoru s britskou královnou Alžbětou II. při její čtyřhodinové návštěvě Brna za doprovodu prezidenta republiky Václava Havla.
Dne 28. října 2010 jej prezident Václav Klaus vyznamenal Řádem Bílého lva III. třídy za mimořádné zásluhy o obranu a bezpečnost státu a vynikající bojovou činnost.
O jeho životě vznikl v roce 2012 dokumentární film Nezlomný.
Prezident Miloš Zeman jej dne 8. května 2014 jmenoval brigádním generálem, 8. května 2017 generálmajorem a 8. května 2019 armádním generálem.
V prosinci 2016 byla po něm pojmenována jedna z tramvají Dopravního podniku města Brna. Stalo se tak na návrh městské části Brno-Bystrc.
Dne 31. ledna 2017 obdržel Cenu města Brna za rok 2016 za zásluhy o svobodu a demokracii. Od prosince 2017 je také čestným občanem města Brna.

Dne 28. října 2019 mu byl propůjčen prezidentem republiky Milošem Zemanem Řád bílého lva I. třídy za mimořádné zásluhy o obranu a bezpečnost státu a vynikající bojovou činnost.

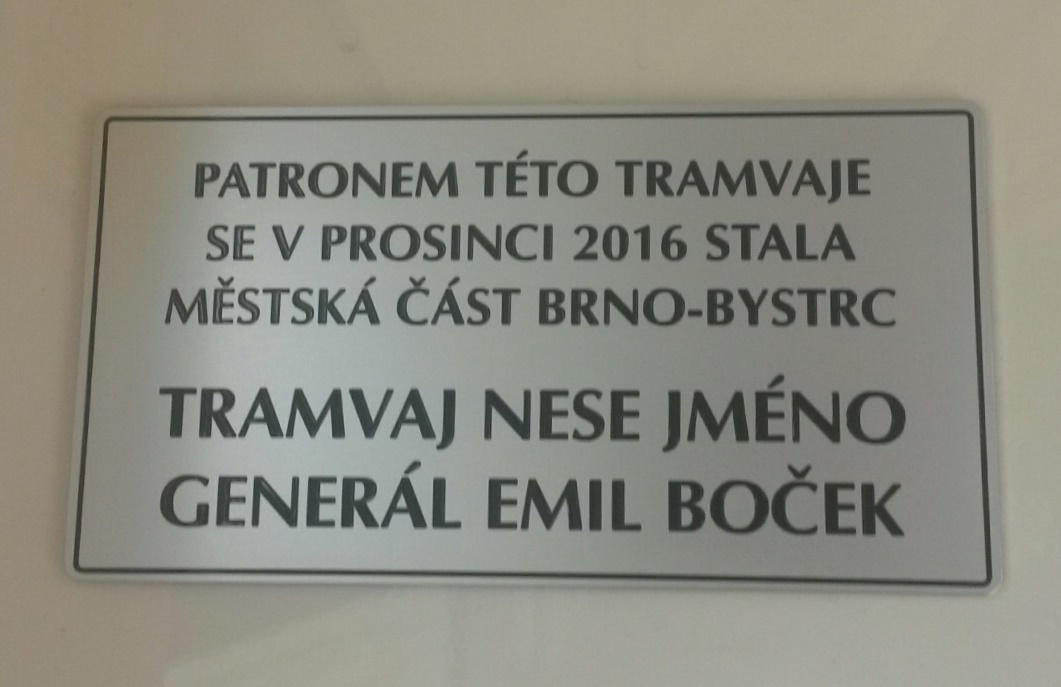
Tramvaj Generál Emil Boček

Dne 19. září 2019 zemřel Kurt Taussig, čímž se Emil Boček stal posledním žijícím československým pilotem v RAF během druhé světové války. Dne 23. června 2021 zemřel válečný veterán Tomáš Lom, čímž se Emil Boček stal jedním ze tří posledních žijících československých veteránů, kteří za druhé světové války sloužili v RAF (spolu s palubním střelcem a radiotelegrafistou Jiřím P. Kafkou a navigátorem Petrem Artonem). Dne 6. října 2021 zemřel Petr Arton.
Celý život (kromě válečného působení) žil v Brně. Byl činný v Československé obci legionářské a ve Sdružení bývalých příslušníků RAF a aktivně se podílel na dění v Brně.
Byl pravidelným účastníkem na setkáních studentů a pracovníků ČVUT s letci RAF organizovaných po listopadu 1989 Masarykovou akademií práce, strojní společností na ČVUT v Praze a Evropským hnutím v ČR ve velké posluchárně 256 v Praze 6 - Dejvicích. 
Zemřel 25. března 2023 ve věku 100 let.

## Iniciátor pomníku Edvarda Beneše v Brně
Emil Boček má zásluhu na vztyčení sochy prezidenta Edvarda Beneše v Brně, byl předsedou „Výboru pro postavení pomníku prezidenta Beneše v Brně“. Iniciativa vznikla v roce 2005 při slavnostním odhalení sochy Edvarda Beneše v Praze na Loretánském náměstí. Válečný veterán plk. Jan Horal zde zahájil iniciativu, kde bylo dohodnuto, že Emil Boček se zasadí o sochu Edvarda Beneše v Brně a Milan Malý o totéž v Českých Budějovicích.
Socha byla umístěna před budovu Právnické fakulty Masarykovy univerzity. Odhalení pomníku proběhlo 10. dubna 2010. Slavnostnímu odhalení sochy předcházela beseda se zástupci částí bývalého Československa, tedy z Česka, Slovenska a Podkarpatské Rusi. Po slavnostním odhalení byli iniciátoři akce (v čele s Emilem Bočkem) oceněni Československou obcí legionářskou i magistrátem města medailí, včetně Jana Horala. Slavnostní akt doplnil také koncert Vojenské hudby Olomouc k 65. výročí ukončení 2. světové války v Janáčkově divadle. Socha pro Brno je druhou kopií sochy Karla Dvořáka, jejíž odlití Národní muzeum povolilo.

## Vyznamenání
- Řád Bílého lva, I. třída – vojenská skupina (2019)
- Řád Bílého lva, III. třída – vojenská skupina (2010)
- Československý válečný kříž 1939, dvojnásobný nositel
- Československá medaile Za chrabrost před nepřítelem
- Československá vojenská medaile za zásluhy, II. stupeň
- Pamětní medaile československé armády v zahraničí
- Záslužný kříž ministra obrany České republiky, III. stupně[23]
- Medaile Karla Kramáře (2016)
- Hvězda 1939–1945
- Evropská hvězda leteckých osádek[24]
- Hvězda za Francii a Německo[25]
- Medaile Za obranu[26]
- Válečná medaile 1939–1945[27]
- Čestný pamětní odznak k 60. výročí ukončení 2. světové války[28]
- Čestná pamětní medaile k 90. výročí vzniku Československé republiky[29]
- Pamětní medaile k 20. výročí osvobození ČSSR
- Pamětní medaile za účast v boji proti fašismu a za osvobození vlasti[30]
- Pamětní medaile ČsOL „1914–1918 / 1939–1945“[31]
- Pamětní medaile ČsOL, III. stupně
- Pamětní medaile 100 let ČsOL (2021)[32]
- Velkokříž Řádu křižovníků s červeným srdcem